# دوان نگارا
دوان نگارا (مالایی:Dewan Negara) (به انگلیسی: Senate) یا مجلس سنا، مجلس اعلا در پارلمان مالزی است که دارای ۷۰ سناتور است، ۲۶ سناتور توسط مجالس قانونگذاری ایالتی انتخاب می‌شوند، که ۲ نفر به ازاء هر ایالت است، در حالی که ۴۴ سناتور دیگر توسط یانگ دی‌پرتوان آگونگ (پادشاه) منصوب می‌شوند که چهار نفر از آنها به نمایندگی از قلمروهای فدرال منصوب شده‌اند.
دوان نگارا به‌طور معمول قوانینی را که توسط مجلس سفلی، دوان راکیات تصویب شده است، بررسی می‌کند. به‌طور معمول تمام لایحه‌ها، قبل از اینکه برای تایید رسمی نزد پادشاه فرستاده شوند، باید توسط دوان راکیات و دوان نگارا (مجلس سنا) تصویب شوند. با این حال، اگر دوان نگارا یک لایحه را رد کند، می‌تواند تصویب لایحه را حداکثر تا یک سال قبل از ارسال آن به نزد پادشاه به تأخیر بیاندازد، این یک محدودیتی است که به‌طور مشابه برای مجلس اعیان در بریتانیا اعمال می‌شود. همچون دوان راکیات، مکان تشکیل دوان نگارا در ساختمان‌های پارلمان مالزی در کوالا لامپور است.

## اعضاء
از اعضاء دوان نگارا با واژه سناتور (به انگلیسی: Senators) (مالایی:Ahli Dewan Negara) نام برده می‌شود و مفتخر به لقب یانگ برحرمت سناتور (مالایی:Yang Berhormat Senator) می‌گردند. دوره نمایندگی هر عضو سه سال است و هر سناتور ممکن است فقط برای یکبار دیگر، در یک دوره متوالی یا غیر متوالی، دوباره منصوب شود.
هر کدام از ۱۳ مجالس قانونگذاری ایالتی، ۲ سناتور را برای حضور در این مجلس انتخاب می‌کنند. پادشاه با مشورت نخست‌وزیر، دو نماینده را برای قلمرو فدرال کوالا لامپور، یک نماینده را برای قلمرو فدرال پوتراجایا و یک نماینده را برای قلمرو فدرال لابوآن منصوب می‌کند.
۴۰ عضو دیگر دوان نگارا، بدون در نظر گرفتن ایالت، توسط پادشاه منصوب می‌شوند که این امر با مشورت نخست‌وزیر انجام می‌پذیرد.